# ATP Challenger Kōbe
Das ATP Challenger Kōbe (offizieller Name: Hyogo Noah Challenger; jap. 兵庫ノアチャレンジャー, Hyōgo noa charenjā) ist ein Tennisturnier in der japanischen Stadt Kōbe in der Präfektur Hyōgo, das 2015 zum ersten Mal ausgetragen wurde. Es ist Teil der ATP Challenger Tour und wird in der Halle auf Hartplatz ausgetragen.

## Siegerliste

### Einzel
| Jahr                         | Sieger              | Finalgegner              | Ergebnis        |
| ---------------------------- | ------------------- | ------------------------ | --------------- |
| 2024                         | Alexander Blockx    | Jurij Rodionov           | 6:3, 6:1        |
| 2023                         | Duje Ajduković      | Shō Shimabukuro          | 6:4, 6:2        |
| 2022                         | Yōsuke Watanuki (2) | Frederico Ferreira Silva | 6:73, 7:5, 6:4  |
| 2020–2021: nicht ausgetragen |                     |                          |                 |
| 2019                         | Yōsuke Watanuki (1) | Yūichi Sugita            | 6:2, 6:4        |
| 2018                         | Tatsuma Itō         | Yōsuke Watanuki          | 3:6, 7:5, 6:3   |
| 2017                         | Stéphane Robert     | Calvin Hemery            | 7:61, 6:75, 6:1 |
| 2016                         | Chung Hyeon         | James Duckworth          | 6:4, 7:62       |
| 2015                         | John Millman        | Taro Daniel              | 6:1, 6:3        |

### Doppel
| Jahr                         | Sieger                                | Finalgegner                               | Ergebnis          |
| ---------------------------- | ------------------------------------- | ----------------------------------------- | ----------------- |
| 2024                         | Vasil Kirkov Bart Stevens             | Kaichi Uchida Takeru Yuzuki               | 7:67, 7:5         |
| 2023                         | Evan King Reese Stalder               | Andrew Harris Nam Ji-sung                 | 7:63, 2:6, [10:7] |
| 2022                         | Shinji Hazawa Yūta Shimizu            | Andrew Harris John-Patrick Smith          | 6:4, 6:4          |
| 2020–2021: nicht ausgetragen |                                       |                                           |                   |
| 2019                         | Purav Raja Ramkumar Ramanathan        | André Göransson Christopher Rungkat       | 7:66, 6:4         |
| 2018                         | Gonçalo Oliveira Akira Santillan      | Li Zhe Gō Soeda                           | 2:6, 6:4, [12:10] |
| 2017                         | Ben McLachlan Yasutaka Uchiyama       | Jeevan Nedunchezhiyan Christopher Rungkat | 4:6, 6:3, [10:8]  |
| 2016                         | Daniel Masur Ante Pavić               | Jeevan Nedunchezhiyan Christopher Rungkat | 4:6, 6:3, [10:6]  |
| 2015                         | Sanchai Ratiwatana Sonchat Ratiwatana | Chen Ti Franko Škugor                     | 6:4, 2:6, [11:9]  |